# Bara bada bastu
Bara bada bastu (pol. „[po prostu] sauna” lub „po prostu idź do sauny”) – singel zespołu muzycznego KAJ, wydany 21 lutego 2025 nakładem wytwórni Warner Music Sweden. Kompozycja reprezentowała Szwecję w 69. Konkursie Piosenki Eurowizji (2025).
Utwór napisali i skomponowali Anderz Wrethov, Axel Åhman, Jakob Norrgård, Kevin Holmström, Kristofer Strandberg oraz Robert Skowronski.
8 marca 2025 utwór zwyciężył w finale szwedzkich preselekcji Melodifestivalen 2025, otrzymując tym samym prawo do reprezentowania Szwecji w Konkursie Piosenki Eurowizji 2025 w Bazylei. Po zwycięstwie w Melodifestivalen, zespół KAJ rozpoczął sprzedaż koszulek z tytułem utworu za pośrednictwem swojej strony internetowej; sprzedaż została jednak wstrzymana po kilku dniach z uwagi na naruszenie regulaminu konkursu.
W kwietniu 2025 zespół wykonał akustyczną wersję utworu w ramach serii „A Little Bit More” Konkursu Piosenki Eurowizji. Zarówno oryginalna wersja, jak i wersja karaoke zostaną zamieszczone na liście utworów kompilacyjnego albumu zespołu KAJ zatytułowanego Sauna Collection, którego premiera zaplanowana jest na rok 2025.
Utwór został zaprezentowany podczas trzech imprez poprzedzających Eurowizję: MancHagen Eurovision Festival (12 kwietnia), London Eurovision Party (13 kwietnia) oraz PrePartyES (19 kwietnia).
Singel dotarł do 1. miejsca na oficjalnej szwedzkiej liście sprzedaży, a także 1. pozycji w zestawieniu Musiikkituottajat w Finlandii.
W międzynarodowym głosowaniu krajowych oddziałów Stowarzyszenia Miłośników Konkursu Piosenki Eurowizji (OGAE), zrzeszającego 43 narodowe fankluby Konkursu Piosenki Eurowizji, utwór został wskazany jako faworyt do zwycięstwa w konkursie, zdobywając łącznie 421 punktów. Ostatecznie piosenka przeszła przeprowadzony 13 maja 2025 I półfinał konkursu, w którym wystąpił jej wykonawca, po czym w rozegranym 18 maja finale zajęła 4. miejsce, otrzymując 321 punktów (195 w głosowaniu publiczności i 126 w głosowaniu jurorów).
Jest to pierwszy wysłany przez Szwecję na Konkurs Piosenki Eurowizji utwór w języku szwedzkim od 1998.

## Lista utworów
- Digital download[1]

1. „Bara bada bastu” – 2:46

## Notowania
| Kraj            | Lista (2025)                   | Najwyższa pozycja |
| --------------- | ------------------------------ | ----------------- |
| Austria         | Ö3 Austria Top 40              | 7                 |
| Belgia          | Ultratop 50 Singles (Flandria) | 42                |
| Czechy          | Singles Digitál Top 100        | 35                |
| Estonia         | Radio Airplay (TopHit)         | 69                |
| Finlandia       | Suomen virallinen lista        | 1                 |
| Grecja          | IFPI Greece International      | 5                 |
| Holandia        | Single Top 100                 | 12                |
| Irlandia        | Top 100 Singles                | 50                |
| Islandia        | Tónlistinn                     | 3                 |
| Litwa           | Singlų Top 100                 | 4                 |
| Luksemburg      | Billboard                      | 14                |
| Łotwa           | LaIPA                          | 3                 |
| Niemcy          | GfK                            | 24                |
| Norwegia        | VG-lista                       | 1                 |
| Polska          | OLiS – single w streamie       | 15                |
| Portugalia      | AFP                            | 168               |
| Słowacja        | Singles Digitál Top 100        | 71                |
| Szwajcaria      | Singles Top 100                | 4                 |
| Szwecja         | Sverigetopplistan              | 1                 |
| Świat           | Billboard Global 200           | 123               |
| Wielka Brytania | UK Singles Chart               | 48                |